# Парламентські вибори у Ліхтенштейні 1970

Парламентські вибори у Ліхтенштейні проходили 1 лютого 1970 року. Патріотичний союз вперше за свою історію з моменту створення в 1936 році отримав більшість з 8 з 15 місць. Явка склала 94,8%, тільки чоловіки мали право голосу.

## Результати
| Партія                          | Голосів | %     | Місць | +/– |
| ------------------------------- | ------- | ----- | ----- | --- |
| Патріотичний союз               | 2 008   | 49,56 | 8     | +1▲ |
| Прогресивна громадянська партія | 1 978   | 48,82 | 7     | -1▼ |
| Християнсько-соціальна партія   | 65      | 1,59  | 0     | 0   |
| Недійсних/порожніх бюлетенів    | 34      | —     | —     | —   |
| Всього                          | 4 085   | 100   | 15    | 0   |
| Зареєстрованих виборців/Явка, % | 4 309   | 94,7  | –     | –   |
| Джерело: Nohlen & Stöver        |         |       |       |     |